# ACM Transactions on Information Systems
ACM Transactions on Information Systems (abrégé TOIS) est une revue scientifique trimestrielle à évaluation par les pairs qui couvre les domaines de recherche d'informations par les systèmes informatiques et leur technologie sous-jacente. 
Le journal a été créé en 1983 et est publié par l'Association for Computing Machinery. Le rédacteur en chef est, jusqu'à la fin 2020,  Min Zhang (Université Tsinghua). 

## Description
Le journal publie des articles sur la recherche d'informations tels que les moteurs de recherche, les systèmes de recommandation; sur des études expérimentales et/ou théoriques sur la recherche d'informations; des comptes rendus sur l'application de techniques de recherche d'informations existantes; sur les méthodes d'analyse du contenu (texte, image, parole, vidéo, etc.) en vue de la recherche et l'extraction  d'informations; sur les modèles informatiques des préférences des utilisateurs en matière d'information et de comportements d'interaction; la création et analyse de méthodes d'évaluation pour la recherche d'informations et la récupération d'informations. 

## Résumés et indexation
Le journal est indexé par, et des résumés sont publiés dans les bases de données usuelles de l'ACM, et notamment DBLP, SCOPUS, Google Scholar, Microsoft Academic Search, National Institute of Informatics, Science Citation Index Expanded ou Current Contents/Engineering, Computing & Technology. D'après le Journal Citation Reports, le journal a en 2018 un facteur d'impact de 2,627.
Le facteur d'impact sur Biobox est aussi de 2,627 en 2018. Sur SCImago Journal Rank, il est de 0,88 en 2019.